# Erika Hess
Erika Hess, švicarska alpska smučarka, * 6. marec 1962, Wolfenschiessen, Švica.
Erika Hess je ena najuspešnejših alpskih smučark, ki je dominirala v osemdesetih letih v slalomu. Osvojila je bronasto medaljo na Zimskih olimpijskih igrah 1980 v slalomu in šest naslov svetovne prvakinje, trikrat v kombinaciji, dvakrat v slalomu in enkrat v veleslalomu. V svetovnem pokalu je osvojila dva velika kristalna globusa za zmago v skupnem seštevku svetovnega pokala, pet malih kristalnih globusov za zmago v slalomskem seštevku svetovnega pokala in 31 zmag, od tega 22 v slalomu.
Tudi njena sestra Monika Hess je bila alpska smučarka.